# Bodemhorizont

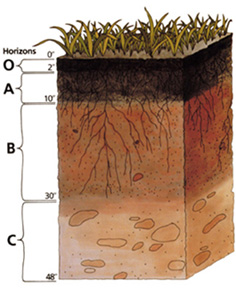
Bodemprofiel met horizonten.

Een bodemhorizont of kortweg horizont is een door bodemvormende processen gevormde laag of zone in het bodemprofiel. Een horizont onderscheidt zich van de andere horizonten door kleur, textuur, structuur en abiotische factoren. Een bodemprofiel kan, behalve uit verschillende horizonten, ook uit verschillende lagen bestaan. (Afzettings)lagen in het profiel zijn ontstaan door sedimentatie, een proces van geogenese; horizonten zijn het gevolg van na de afzetting optredende bodemvorming of pedogenese.
Horizonten zijn een belangrijk kenmerk voor de bodemclassificatie.

## Indeling in horizonten
Bodems worden verdeeld in bodemhorizonten, aangeduid met hoofdletters: van boven naar onderen meestal in de volgorde A, E, B, C en R. Hierin bestaan enige verschillen, met name door verschillen in bodemclassificatiemethoden. Horizonten verschillen van elkaar in diverse met het oog waarneembare kenmerken en veelal ook in hun chemische en fysische eigenschappen. De horizonten worden onderverdeeld in subhorizonten, waarbij kleine letters en cijfers worden gebruikt. De kleine letter zegt iets over het karakter van de horizont, het cijfer is een verdere onderverdeling. Zie voor een compleet overzicht de onderstaande tabellen.

Een voorbeeld: de bovengrond is vaak een Ah horizont. Daarbij staat de A voor de bovenlaag en de h voor humus. Zijn er binnen de Ah duidelijke verschillen waarneembaar dan kun je bijvoorbeeld spreken van een Ah1 en een Ah2. Veelvuldig voorkomend onder landbouwgronden is de Ap-horizont, waarbij de p staat voor ploegen.
De B-horizont is de laag waarin bodemvormende processen zichtbaar zijn. Veel B-horizonten zijn inspoelingshorizonten. De laag tussen de A en de B waarin uitspoeling heeft plaatsgevonden, is de E-horizont. In een podzol, in Nederland veelvoorkomend op de hogere zandgronden, zijn complexen van humuszuren, ijzer- en aluminiumverbindingen neergeslagen. Dit kunnen zeer dunne en bruine (ijzer)lagen zijn (in een veld- of haarpodzolgrond), maar het kunnen ook donkere lagen van enkele decimeters dik zijn. Wanneer het ijzer grote, harde concreties heeft gevormd, spreekt men van oerbanken. Dit wordt veelal aangetroffen in natte gronden, de gleygronden; zie ook: ijzeroer.

Een ander veelvoorkomend type is de klei-inspoelingshorizont, de Bt-horizont. Hierbij ontstaat een bodemprofiel met in de B-horizont een hoger kleipercentage dan in de boven- en onderliggende lagen. Deze gronden worden in de Nederlandse bodemclassificatie brikgronden genoemd.
| Horizont | Beschrijving |
| --- | --- |
| H | Dit omvat een organische laag bestaande uit een accumulatie van organisch materiaal aan het oppervlak, die gedurende langere tijd is verzadigd met water (tenzij er sprake is van kunstmatige ontwatering). |
| O | Dit omvat een organische laag bestaande uit een accumulatie van organisch materiaal aan het oppervlak, die niet langer dan enkele dagen per jaar is verzadigd met water. |
| A | Dit omvat een minerale laag die is gevormd aan of nabij het oppervlak met veelal een accumulatie van gehumificeerd organisch materiaal in de minerale fractie. |
| E | Dit omvat een minerale laag ontstaan door uitspoeling: klei, ijzer, humus en/of aluminium zijn door uitspoeling en bodemvormende processen uit deze horizont omlaag getransporteerd. |
| B | Dit omvat een minerale laag waarin de eigenschappen van het moedermateriaal nauwelijks of vaag zijn te herkennen door een van de volgende processen: - illuviale aanrijking van klei, ijzer, humus en/of aluminium - residuele concentratie van ijzer- en aluminiumoxiden, door bodemvormende processen ontstaan uit het moedermateriaal - verandering van het materiaal vanuit de uitgangssituatie, zichtbaar in de vorming van granulaire, blokvormige of prismatische structuren |
| C | Dit omvat een minerale laag van ongeconsolideerd materiaal, dit is het moedermateriaal waaruit de bovenliggende horizonten zijn ontstaan. |
| R | Dit omvat een laag van hard gesteente. Eventuele scheuren zijn te gering in aantal en te klein voor wortelontwikkeling. Grindrijk of stenig materiaal waarin wortels kunnen groeien wordt niet als R-horizont maar als C-horizont beschouwd. |
| Overgangshorizonten met eigenschappen van 2 horizonten worden aangeduid met 2 hoofdletters, bijvoorbeeld AE, BE, BC, AC of CR | |
| Een (door elkaar) gemengde horizont, waarbij de delen herkenbaar zijn wordt aangegeven met een /, bijvoorbeeld E/B, B/C       | |

| letter | Beschrijving |
| --- | --- |
| Een toegevoegde kleine letter geeft meer informatie over de eigenschappen van een bodemhorizont. Er kunnen ook twee letters worden gecombineerd om meer eigenschappen aan te duiden, bijvoorbeeld Ahz, Btg, Cck.                                                                                | |
| a | sterk omgezet organisch materiaal (sapric); bij een A horizont in de Nederlandse Bodemclassificatie: geheel of grotendeels door de mens van elders aangevoerd materiaal (antropogeen), b.v in enkeerdgronden |
| b | een begraven horizont |
| c | accumulatie van concreties; meestal gebruikt met een suffix die de aard van de concreties aangeeft, bijvoorbeeld Bcs                                                                                         |
| e | organisch materiaal van intermediaire decompositie (hemic) |
| g | gleyvlekken, als gevolg van oxidatie en reductie |
| h | accumulatie van organisch stof in minerale horizonten (bijvoorbeeld Ah, Bh), de horizont mag hierbij niet door ploegen zijn verstoord                                                                        |
| i | licht omgezet organisch materiaal (fibric) |
| k | accumulatie van calciumcarbonaat |
| m | sterk gecementeerd, geconsolideerd of verhard; meestal gebruikt met een suffix die de aard van het materiaal aangeeft, bijvoorbeeld Cmk voor een petrocalcic horizont                                        |
| n | accumulatie van natrium |
| p | verstoord door ploegen of andere grondbewerking (bijvoorbeeld Ap) |
| q | accumulatie van silica |
| r | sterke reductie door de invloed van het grondwater |
| s | accumulatie van ijzer- en/of aluminiumoxiden (sesquioxide) |
| t | aanrijking van klei door inspoeling (illiviatie) |
| u | niet gespecificeerd; deze letter wordt gebruikt om verwarring met verouderde notaties (als A1, A2, B1, B2, B3) te voorkomen                                                                                  |
| w | verwering in situ, zichtbaar in kleigehalte, bodemkleur en bodemstructuur |
| x | aanwezigheid van een fragipan |
| y | accumulatie van gips |
| z | accumulatie van zouten die beter oplosbaar zijn dan gips |
| Cijfers kunnen worden gebruikt voor een verdere onderverdeling van de subhorizonten, bijvoorbeeld Bt1 - Bt2 - Bt3 - Bt4. | |
| Is er sprake van een lithologische discontinuïteit dan wordt dat met een cijfer voor de horizontaanduiding aangegeven. Is bijvoorbeeld de C horizont verschillend van het materiaal waarin de bodem is gevormd, dan krijgt deze een 2 ervoor. Het bodemprofiel wordt dan bijvoorbeeld A, B, 2C. | |
| Een (door elkaar) gemengde horizont, waarbij de delen herkenbaar zijn wordt aangegeven met een /, bijvoorbeeld E/B, B/C | |